# Michelangelo Antonioni
 Der er for få eller ingen kildehenvisninger i denne artikel, hvilket er et problem. Du kan hjælpe ved at angive troværdige kilder til de påstande, som fremføres i artiklen.

Michelangelo Antonioni (29. september 1912 i Emilia-Romagna – 30. juli 2007 i Rom) var en italiensk filminstruktør. Han har bidraget til modernismen i europæisk film med en række film, hvor handlingen mindre end æstetikken illustrerer menneskets ensomhed og fremmedgørelse. 
Efter en universitetsuddannelse i økonomi blev han i 1935 filmskribent på en avis i Ferrara. I 1940 rejste han til Rom og blev medarbejder på det fascistiske regimes filmtidskrift Cinema og blev uddannet på filmskolen Centro Sperimentale di Cinematografia. Efter samarbejde med bl.a. Roberto Rossellini og Marcel Carné lavede han et par neorealistiske halvdokumentariske film som  Gadefejerne i Rom fra 1948.
Med sin første spillefilm, En kærlighedshistorie fra 1950, var Antonioni på vej væk fra neorealismens enkle fortælling om underklassens sociale situation og ind i handlingsløse skildringer af middelklassens optagethed af følelseslivet og eksistentielle strabadser, optaget i for den tid usædvanligt lange kameraindstillinger. De elskendes eventyr vakte stor opsigt på Cannes-festivalen i 1960 og blev værdsat verden over af et smalt publikum. Det samme gjaldt hans første farvefilm, Den røde ørken fra 1964, som virkningsfuldt udnytter farverne til at understrege personernes følelser.
Et gennembrud hos et bredere publikum fik Antonioni med Blowup i 1966. Filmen var ganske vist en kompliceret leg med fortælle- og billedvinkler, og dens rammehistorie om et mord forblev bevidst uforløst, men utvetydige sexscener mellem Vanessa Redgrave og David Hemmings solgte billetter.
Zabriskie Point var Antonionis første film lavet i USA. Pink Floyd, the Grateful Dead og Rolling Stones leverede musikken, men det kunne ikke redde en film, der forsøgte at skildre en gruppe unge, smukke mennesker, der i et billedskønt ørken- og klippelandskab ville gøre op med det etablerede samfunds sociale og erotiske normer.
Efter et slagtilfælde i 1985 mistede Antonioni taleevnen og noget af sin førlighed, men med hjælp af Wim Wenders fik han i 1995 et comeback med Al di lá delle nuvole.
I 1996 modtog han en æres-Oscar for sin livslange indsats for filmen. Statuetten blev overrakt af Jack Nicholson, som havde arbejdet sammen med Antonioni om Profession: Reporter, der kom i 1975, og som først de senere år er dukket op af glemslen. 

## Film (udvalgte)
- N. U. – Nettezza urbana (Gadefejerne i Rom) dokumentar (1948)
- Cronaca di un amore (En kærlighedshistorie) (1950)
- L'Avventura (De elskendes eventyr) (1960)
- La Notte (Natten) (1961)
- L'Eclisse (Ukendte nætter) (1962)
- Il deserto rosso (Den røde ørken) (1964)
- Blowup (1966)
- Zabriskie Point (1970)
- Profession: Reporter (1975)